# My Love (Céline Dion)
My Love è una canzone registrata dalla cantante canadese Céline Dion. Scritta e prodotta da Linda Perry e originariamente inclusa nel decimo album in studio inglese della cantante, Taking Chances (2007), è stata pubblicata come singolo principale del greatest hits, My Love: Essential Collection (2008). La canzone fu rilasciate per le radio il 22 settembre 2008 e fu disponibile sulle piattaforme digitali il giorno successivo.
La pop ballad ricevette recensioni contrastanti da parte della critica musicale. Alcuni la elogiarono definendola una ballad "potente" e "graziosa", altri scrissero che la canzone non offriva nulla di nuovo. A livello commerciale ebbe un impatto moderato, entrando nella Billboard Canadian Hot 100 e nella Billboard Hot Adult Contemporary Tracks.

## Antefatti, contenuti e rilascio
My Love originariamente fu inserita nel nono album in studio il lingua inglese della Dion, Taking Chances (2007). Scritta e prodotta da Linda Perry, autrice e produttrice anche del brano New Dawn, la canzone è stata registrata dal vivo durante il concerto tenutosi presso la Stockholm Globe Arena di Stoccolma, durante la tappa svedese del Taking Chances World Tour e inclusa nel quarto greatest hits, My Love: Essential Collection (2008).
La versione live fu rilasciata come singolo principale dell'album, andando in radio il 22 settembre 2008 e diventando disponibile sulle piattaforme digitali il giorno successivo.
Il singolo fisico a due tracce è stato pubblicato il 20 ottobre 2008 nel Regno Unito e il 31 ottobre 2008 in Germania.

## Accoglienza
Il singolo ha ricevuto recensioni positive ma anche negative da parte dei critici musicali. Chuck Taylor di Billboard, nella sua recensione di Taking Chances, ha definito My Love un potenziale successo radiofonico. Allo stesso modo, Ashante Infantry del Toronto Star ha scritto che la canzone è una "traccia da diva sentimentale degna di nota". Edna Gundersen di USA Today ha apprezzato l'interpretazione di Céline, scrivendo che la cantante "dimostra ammirevole moderazione e grazia su My Love". In una recensione meno positiva, Sal Cinquemani di Slant Magazine ha scritto che Linda Perry "non ha offerto nulla di degno di nota".

## Successo commerciale
My Love raggiunse la posizione 67 della Billboard Canadian Hot 100, ma fece meglio nelle classifiche adult contemporary di Canada e Stati Uniti, rispettivamente la numero 8 e 15.
In Europa il singolo ha raggiunto la numero 9 della classifica ungherese dei singoli e la numero 25 della Official Scottish Singles Sales Chart Top 100.

## Promozione e interpretazioni dal vivo
Per la promozione del singolo fu pubblicato il videoclip musicale live, presentato in anteprima il 25 settembre 2008. Céline Dion interpretò My Love alla 43ª edizione annuale de The Jerry Lewis MDA Telethon in collegamento dal suo Taking Chances World Tour. Il 28 ottobre 2008 Céline presentò il suo nuovo singolo a The Oprah Winfrey Show e il 3 dicembre 2008 a The Tonight Show with Jay Leno.
Nell'Ultimate Box (2008) pubblicato solamente in Giappone, è stato inserito il video della sessione di registrazione in studio di My Love.

## Formati e tracce
CD Singolo Promo (Europa) (Sony BMG Music Entertainmentː CAC220800023)
1. My Love – 4:09 (Linda Perry)

CD Singolo (Europa) (Sony BMG Music Entertainmentː 88697 40739 2)
1. My Love (Radio Version) – 4:09 (Perry)
2. My Love (Live Version) – 5:04 (Perry)

CD Singolo Promo (Stati Uniti) (Columbiaː 88697 40374 2)
1. My Love (Radio Version) – 4:09 (Perry)
2. My Love (Live Version) – 5:04 (Perry)

## Classifiche
| Classifica (2008)                                      | Posizione massima raggiunta |
| ------------------------------------------------------ | --------------------------- |
| Belgium Vallonia (Ultratip Bubbling Under)             | 19                          |
| Canada (Billboard Canadian Hot 100)                    | 67                          |
| Canada (Billboard Canada AC)                           | 8                           |
| CIS (Tophit)                                           | 178                         |
| Québec (ADISQ)                                         | 13                          |
| Regno Unito (Official Charts Company)                  | 129                         |
| Stati Uniti (Billboard Hot Adult Contemporary Tracks)  | 15                          |
| Scozia (Official Scottish Singles Sales Chart Top 100) | 25                          |
| Ungheria (MAHASZ)                                      | 9                           |

## Crediti e personale
Registrazione
- Registrato ai Kung Fu Gardens di Los Angeles (CA); Studio At The Palms di Las Vegas (NV)
- Masterizzato agli Universal Mastering Studios di New York City (NY)

Personale
- Chitarra acustica - Linda Perry
- Chitarra elettrica - Linda Perry
- Ingegnere del suono - Linda Perry
- Ingegnere del suono (aggiuntivo) - Roger Sommers
- Ingegnere del suono (assistente) - Kristofer Kaufman
- Ingegnere del suono (PT Engineer) - John Hanes
- Ingegnere del suono (assistente Pt Engineer) - Tim Roberts
- Ingegnere del suono (Right Hand Man e Pro Tools) - Andrew Chavez
- Masterizzato da - Vlado Meller
- Masterizzato da (assistente) - Mark Santangelo

- Mellotron - Linda Perry
- Mixato da - Șerban Ghenea
- Musica di - Linda Perry
- Organo - Linda Perry
- Pianoforte - Linda Perry
- Produttore - Linda Perry
- Registrato da (cori) - François-Eric Lalonde
- Registrato da (assistente cori) - Mark Gray
- Testi di - Linda Perry